# 国連緊急平和部隊
国連緊急平和部隊（こくれんきんきゅうへいわぶたい、United Nations Emergency Peace Service：仮称）は、個人参加の民軍連携による新しい国際平和活動（Peace Operations）の一つ。英語での略称はUNEPS。
UNEPSは2005年 国際連合サミット報告書に明記された「保護する責任」と深い関係を持つ。既存の国際平和活動（国連平和維持活動を含む）を代替するのではなく補完する役割を担う。各国の軍隊が派遣されるわけではなく、個人単位で国連に直接募集される各国各分野のプロフェッショナルが国際連合安全保障理事会直下に組織される。つまり国連独自の常設平和部隊が創設されることになる。但し、発展途上の構想であり、既存の組織は存在しない。

## 基本構想
UNEPSでは、文民、警察、軍人、司法、緊急支援のプロフェッショナルなど、各国から幅広く15,000～18,000人規模の個人が自由意志で集められ、直接国連事務局の下で勤務する。紛争解決、緊急支援、平和構築、環境対策などの特殊スキルを持ち、UNEPSの基地で常時訓練を受け即応体制を維持する。既存の国際平和活動を補完し、紛争地に最初に入り最初に出る「First-In First-Out」能力を保有することで、緊急時に迅速に安定した国際平和活動を行う。

## 提唱者・賛同者
- イギリス：ブライアン・アークハート（Sir Brian Urquhart） - 提唱者

元国連事務次長で「PKOの父」として知られる70～80年代の国連平和維持活動の責任者
- インド：サティシュ・ナンビアール（Satish Nambiar） - 賛同者

元インド陸軍中将、元UNPROFOR司令官であり現国連軍事部門の責任者
- 日本：緒方貞子（Sadako Ogata） - 賛同者

元国連難民高等弁務官で元国際協力機構（JICA）理事長
- カナダ：ロメオ・ダレール（Sen. Romeo Dallaire）- 基本理念に賛同

元ルワンダ国連平和維持部隊（PKF）司令官で現カナダ上院議員

## 賛同団体
2003年、米国の有力CSO（Civil Society Organization：市民社会組織）がUNEPS構想を推進する新たなNGO連合「Global Action to Prevent War and Armed Conflicts」（GAPW）を結成。
2005年、GAPWを中心に全米35の団体（一部紹介）が「UNEPS Coalition」（UNEPS推進NGO連合）を結成。主要3団体が共同事務局となる。
UNEPS推進NGO連合に参加する主な団体は次のとおり。
- Global Action to Prevent War and Armed Conflicts - 連合共同事務局[6]
- World Federalist Movement Institute for Global Policy -連合共同事務局[7]
- Nuclear Age Foundation - 連合共同事務局[8]
- Genocide Intervention Network - 連合メンバー[9]
- Citizens for Global Solutions - 連合メンバー[10]
- Human Rights Watch - 連合メンバー[11]

現在、このUNEPS連合を中心に多くの団体が構想への賛同を広く世界に呼びかけている。

## 米議会の状況
米国議会では、UNEPS構想を支持し米国政府に創設支援を促す決議が2005年と2007年に提出されている（いずれも未採択）。

### 2005年度提出議案
提出議案名：H. RES. 180
提出会議名：第109回アメリカ合衆国連邦下院議会
付託委員会：外交委員会
提出日：2005年3月17日
提出者（所属政党別・記載順）：
【主提案者】- 1名
民主党　アルバート・ウィン議員
【共同提案者】- 8名
共和党　ジム・リーチ議員
民主党　エド・タウンズ議員
民主党　イライジャ・カミングス議員
民主党　キャロリン・キルパトリック議員
民主党　ジム・マクガバン議員
民主党　バーニー・フランク議員
民主党　リン・ウールジー議員 （議案提出後、2005年5月2日に追加）
民主党　マイク・ミショー議員 （議案提出後、2005年7月25日に追加）
概要：
- 国際社会は、90年代だけで約2,000億ドルを紛争管理に費やしたが、より効果的な予防措置を講じていれば約1,300億ドルが節約できていた。
- 連邦下院議会は、スーダンのダルフール地域において、集団殺害罪、戦争犯罪および人道に対する罪が犯されていることを知った。
- 国家が集団殺害、戦争犯罪および人道に対する罪を防ぐ能力がないあるいはその意志がないときには、国際社会に介入する権利と義務が存在するというコンセンサスが確立されつつある。
- 破綻国家は、テロや犯罪、不法取引、人道的危機の温床となるため、合衆国にとって脅威となる。したがって、国家の破綻を予防することは合衆国の国益に適う。
- 国連は、人道的危機を回避するための介入を行うことが可能な緊急展開能力を保持していない。
- UNEPSは、人道上の危機の発生後、より早期に多くの人命を救うための有効な介入手段である。
- UNEPSは、既存の国連、地域間機構および国家による平和維持活動に成り代わるものではなく、補完するものである。
- UNEPSは、創設の初期費用に約20億ドル、年間維持費約10億ドルで運用可能なため、コストが大幅に削減され米国の国益に合致する。
- 連邦政府は、UNEPSの創設を促進すべく、国連における影響力と投票権を行使して、国連での採択を促すべきである。
- UNEPSは、国連に指定された地域に本拠を持つ常設の機構であり、各地において移動式の本部を持つことにより人道的危機の発生直後に即応できる部隊である。
- UNEPSは、国連加盟国から募集された人員によって成り立ち、その人選は厳格に行われ、十全な訓練と統率が実施されるものとする。
- 1本の指揮系統により様々な特殊技能が統括・運用される専門家集団である。
- UNEPSは、10,000～15,000人の人員で構成され、文民、警察、司法、軍隊および救援のプロフェッショナルらによって成り立つ部隊である。

### 2007年度提出議案
提出議案名：H. RES. 213
提出会議名：第110回アメリカ合衆国連邦下院議会
付託委員会：外交委員会
提出日：2007年3月5日
提出者（所属政党別記・載順）：
【主提案者】- 1名
民主党　アルバート・ウィン議員
【共同提案者】- 8名
共和党　ジム・ウォルシュ議員
民主党　ジョン・コンヤーズ議員
民主党　ドナルド・ペイン議員
民主党　アール・ブルメナウアー議員
民主党　バーニー・フランク議員
民主党　エディ・ジョンソン議員 （議案提出後、2007年3月14日に追加）
民主党　マイク・マクナルティ議員 （議案提出後、2007年3月14日に追加）
民主党　ベティ・サットン議員 （議案提出後、2007年4月30日に追加）
概要：（差分）
- 連邦政府は、スーダンのダルフール地域において、集団殺害罪、戦争犯罪および人道に対する罪が犯されていることを知った。
- 2005年の世界サミットで、国家が集団殺害、戦争犯罪および人道に対する罪を防ぐ能力がないあるいはその意志がないときには、国際社会に介入する権利と義務が存在するという宣言が、多くの国連加盟国によって採択されている。
- 2005年の世界サミットで、国連総会で採択された国連安全保障理事会の責任と行動に関する文書を150ヶ国以上の首脳が署名している。
- 2006年度国家安全保障戦略（2006 National Security Strategy）は、人道的危機の予防と潜在破綻国家を強化することは合衆国の国益に合致すると明記されている。
- UNEPSは、平和協定実施の初期過程における予備部隊の即時派遣を支援することができる。
- 仮に、スーダン政府と反政府軍の間でダルフール協定が結ばれた、2006年5月の時点でUNEPSが存在していれば、協定が反故にされ、多くの人々が命を失ったり失踪する前に迅速に部隊を派遣することができた。
- イラクでいまも続く多宗派・多民族による大量殺害罪および人道に対する罪が犯され続け、イラク政府にこれらの犯罪から自国民を保護する能力がない場合、国際社会は国連を通じて、イラク国民を保護する責任を行使すべきである。
- 仮に、国連安全保障理事会およびイラク政府が、イラクにおける各宗派による平和協定実施の監視にあたり、平和維持部隊を必要としまたUNEPSがその時点で実在していれば、UNEPSは協定の実施を促進する機会を失うことなく、従来の国連平和維持部隊が派遣される前に、あるいは派遣済みの平和維持部隊を支援する目的で、直ちに派遣できる。
- UNEPSは、12,000～18,000人の人員で構成され、文民、警察、司法、軍隊および救援のプロフェッショナルらによって成り立つ部隊である。